# 510년대
510년대는 510년부터 519년까지를 가리킨다.